# Kiran Desai

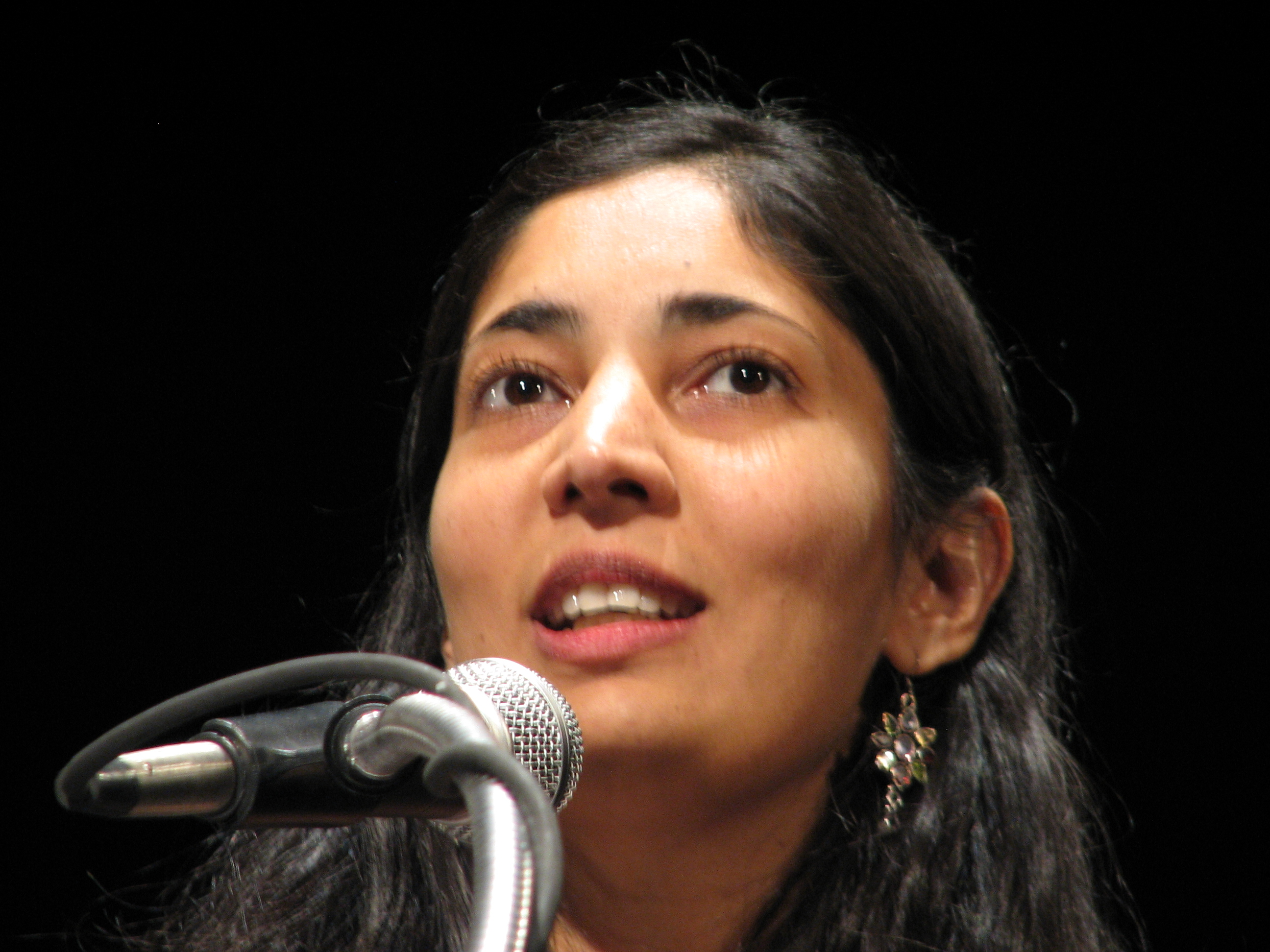
Kiran Desai

Kiran Desai (Hindi: किरण देसाई, Kiraṇ Desāī; n. 3 septembrie 1971, New Delhi, Teritoriul Capitalei Naționale Delhi⁠(d), India) este o autoare indiană cu domiciliul în SUA.
Kiran Desai și-a petrecut copilăria în India. La vârsta de 14 ani merge cu familia în Anglia, apoi un an mai târziu în SUA, unde își va termina școala.
1998 publică prima carte Hullabaloo in the Guava Orchard. Pentru al doilea roman The Inheritance of Loss a primit în 2006 renumitul premiu literar Booker Prize.
Kiran Desai este fiica scriitoarei indiene Anita Desai.

## Opere în limba română
- Moștenitoarea tărâmului pierdut, Ed. Polirom, 2007
- Zarvă în livada de guave, Ed. Polirom, 2008, ISBN 978-973-46-0857-7